# Louise Maria Theresa Stuart

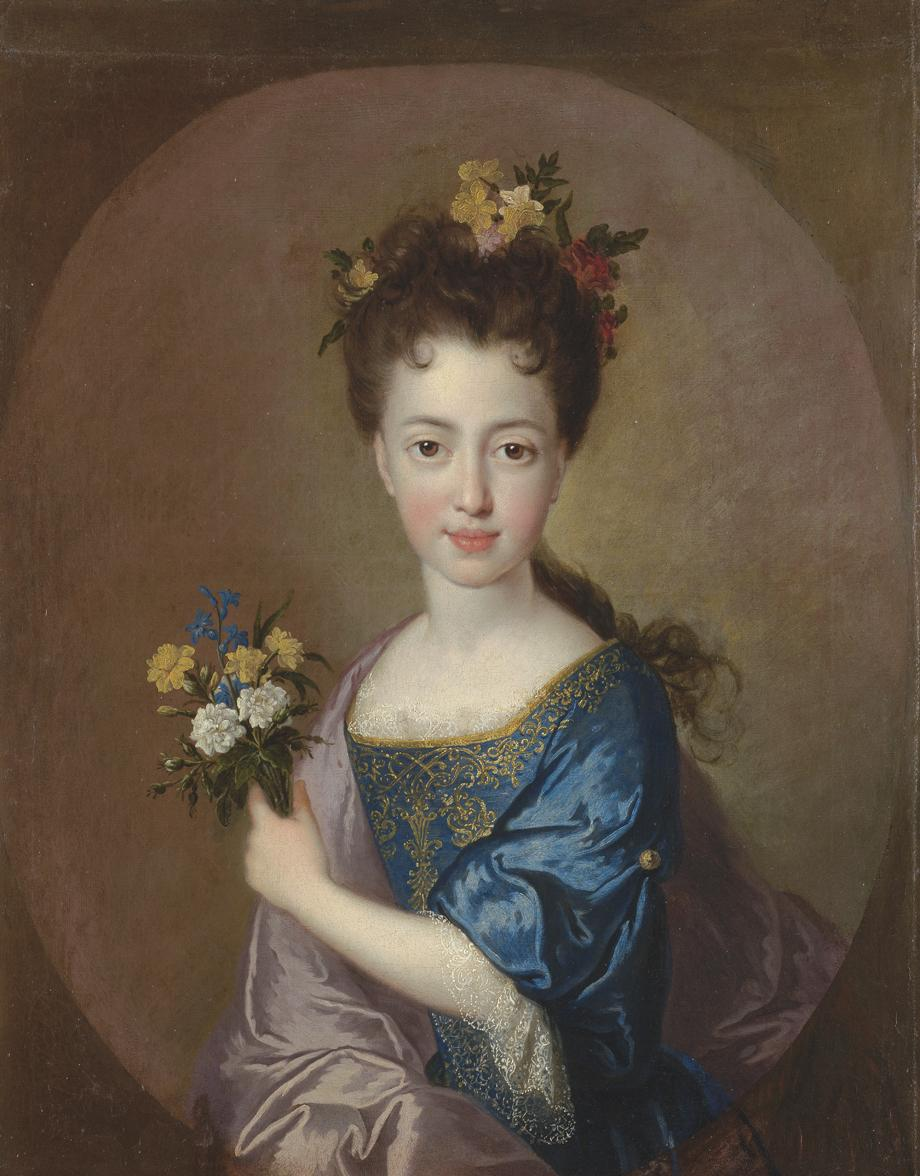
Portret van Louise Maria Stuart
(ca.1705), François de Troy

Louise Maria Theresa Stuart (Saint-Germain-en-Laye, 28 juli 1692 – aldaar, 18 april 1712) was het laatste kind van koning Jacobus II van Engeland.

## Biografie
Louise Maria Theresa werd geboren in het kasteel van Saint-Germain-en-Laye, nabij Parijs, als dochter van de vier jaar daarvoor verbannen koning Jacobus II van Engeland en diens vrouw Maria van Modena. Op het kasteel werd ze in haar jeugd door een pater onderwezen in Latijn, geschiedenis en religie. Toen zij negen jaar was, overleed haar vader. Na diens dood kwam ze onder de voogdij van de Franse hoveling Antoine Nompar de Chaumont.
In de jaren die daarop volgden, werd ze een graag geziene gast aan het Franse hof. Ook werd er gesproken over een mogelijk huwelijk voor haar. Onder de kandidaten bevonden zich Karel van Berry en Karel XII van Zweden. In april 1712 kregen Louise Maria en haar broer de pokken. Haar broer herstelde, maar Louise Maria overleed aan de ziekte op de achttiende van april.